# Iissalo (ö i Saarijärvi)
Iissalo eller Salonsaari är en ö i Finland. Den ligger i sjön Pyhäjärvi och i kommunen Saarijärvi i den ekonomiska regionen  Saarijärvi-Viitasaari och landskapet Mellersta Finland, i den centrala delen av landet, 290 km norr om huvudstaden Helsingfors. Öns area är 2,45 kvadratkilometer och dess största längd är 2,4 kilometer i nord-sydlig riktning.